# Monizmus
Azokat a metafizikai elképzeléseket nevezzük monistáknak (az egy, egyetlen jelentésű görög monosz szóból), amelyek csak egyféle szubsztancia létezését fogadják el. A vallásokban ugyanúgy azokat nevezzük monistának, amelyek szerint a jelenségek sokasága ellenére csak egyetlen alap, egyetlen szubsztancia létezik.
Kétféle monizmus ismeretes: 
- minden alapvetően anyagi jellegű (materializmus)
- minden alapvetően szellemi jellegű (idealizmus, spiritualizmus).

Az egyetlen szubsztancia lehet az anyag vagy a szellem vagy egy olyan szubsztancia, melynek e kettő csak egy-egy jelentkezési formája (identitás-elmélet, ill. immanencia elmélete). Ellentéte a dualizmus, mely két, vagy a pluralizmus, mely több szubsztanciát feltételez.
A monizmus alapján a mindenségen belül az összes létező, anyagi és szellemi természetű egyaránt egységbe vonva, ugyanazon világegység részeként értelmezendő. Az istenség és az emberiség végső soron egyneműnek, azonosnak vehető. Ami más, mint az alapelv, az vagy látszat vagy az Egynek másféle megjelenési módja, tükörképe, árnyéka. Ide sorolható Platón, a keleti vallások többsége, a teozófia, az antropozófia, az okkult elméletek. Vallási megjelenésében a monizmus többnyire panteizmust jelent, ami a világmindenséget azonosítja az istenséggel vagy Istennel.

## Materialista monizmus
A mechanikus materialista monizmus csak a materiális szubsztanciák (fizikai létezők) létezését fogadja el. A monizmus ezen értelmezése szerint a lelki tulajdonságok vagy azonosak a fizikai tulajdonságokkal, vagy azokra épülnek fel.
A materialista monizmus egyik értelmezése az „azonosság-elmélet”. Példának felhozható az, amikor erős fényforrásba tekintünk, majd behunyjuk a szemünket. Ilyenkor sajátos utóképet fogunk látni, annak ellenére, hogy az inger már megszűnt. Az utókép látása azzal magyarázható, hogy az idegrendszer egy ideig még abban az állapotban marad, amely megfelel a fény okozta ingerületnek. Következményként az vonható le, hogy a lelki állapotok azonosak az idegrendszer meghatározott állapotaival, azaz a lélek azonos a testtel.
A dialektikus materializmus elveti az azonosság-elméletet, eszerint a tudat jelenségei nem azonosak az anyaggal, hanem annak tükröződései.

## Idealista monizmus
Az idealizmus azon változatát, amely kétségbe vonja a materiális szubsztanciák létezését, tagadja a külvilág létezését, idealista monizmusnak nevezzük. Ezen irányzat fő képviselője George Berkeley volt.
Berkeley érvei a következők voltak:
[P1] Minden, ami létezik, szellemi, és nem materiális.
[P2] A tárgyakat közvetlenül érzékeljük.
[K] A tárgyak szellemiek.
Berkeley szerint lenni és észleltnek lenni ugyanazt a dolgot jelenti. A tárgyak léte semmi más, mint érzéki lét, az észleltté válás, a szubjektumok léte pedig az észlelés. Következésképp nincs más szubsztancia, mint a szellem, aki észlel.